# Coyville
Coyville – miasto w Stanach Zjednoczonych, w stanie Kansas, w hrabstwie Wilson.